# Alrewas and Fradley
Alrewas and Fradley var en civil parish fram till 2009 när den uppgick i Alrewas och Fradley and Streethay, i distriktet Lichfield i grevskapet Staffordshire i England. Civil parish har 4 686 invånare (2001).